# ハイブリッドIC

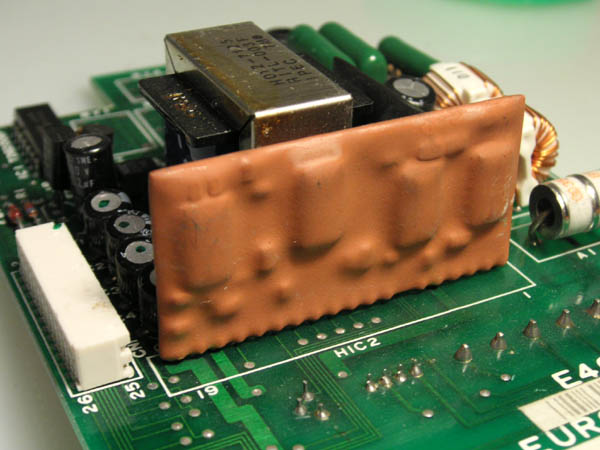
プリント基板上のハイブリッドIC（オレンジ色のエポキシに被膜されているもの）

ハイブリッド集積回路(ハイブリッドIC, 英：hybrid integrated circuit (HIC))とは、基板やプリント基板に接合された、半導体素子(例えば、トランジスタ、ダイオード、集積回路)や受動素子(例えば、抵抗器、インダクタ、変圧器、コンデンサ)などで構築される小型の電子回路である。 英語での表記は、hybrid integrated circuit (HIC)のほかに、hybrid microcircuit、 hybrid circuit および単にhybridと表記されることがある。
プリント配線板（Printed Wiring Board, PWB）上の部品を有するプリント基板は、MIL-PRF-38534の定義によれば、真のハイブリッドICとはみなされない。

## 概要
IC(Integrated circuit)という用語は一般的にモノリシックICを指し、ICは単一のウェハ上に一連の工程で製造され、その後にチップに切断される。一方、HICは基板上に多数の部品を相互接続することで製造される。  ハイブリッドICは複数のICから構成されることがあり、その場合Multi-Chip Module(MCM)ハイブリッドICと呼ばれる。

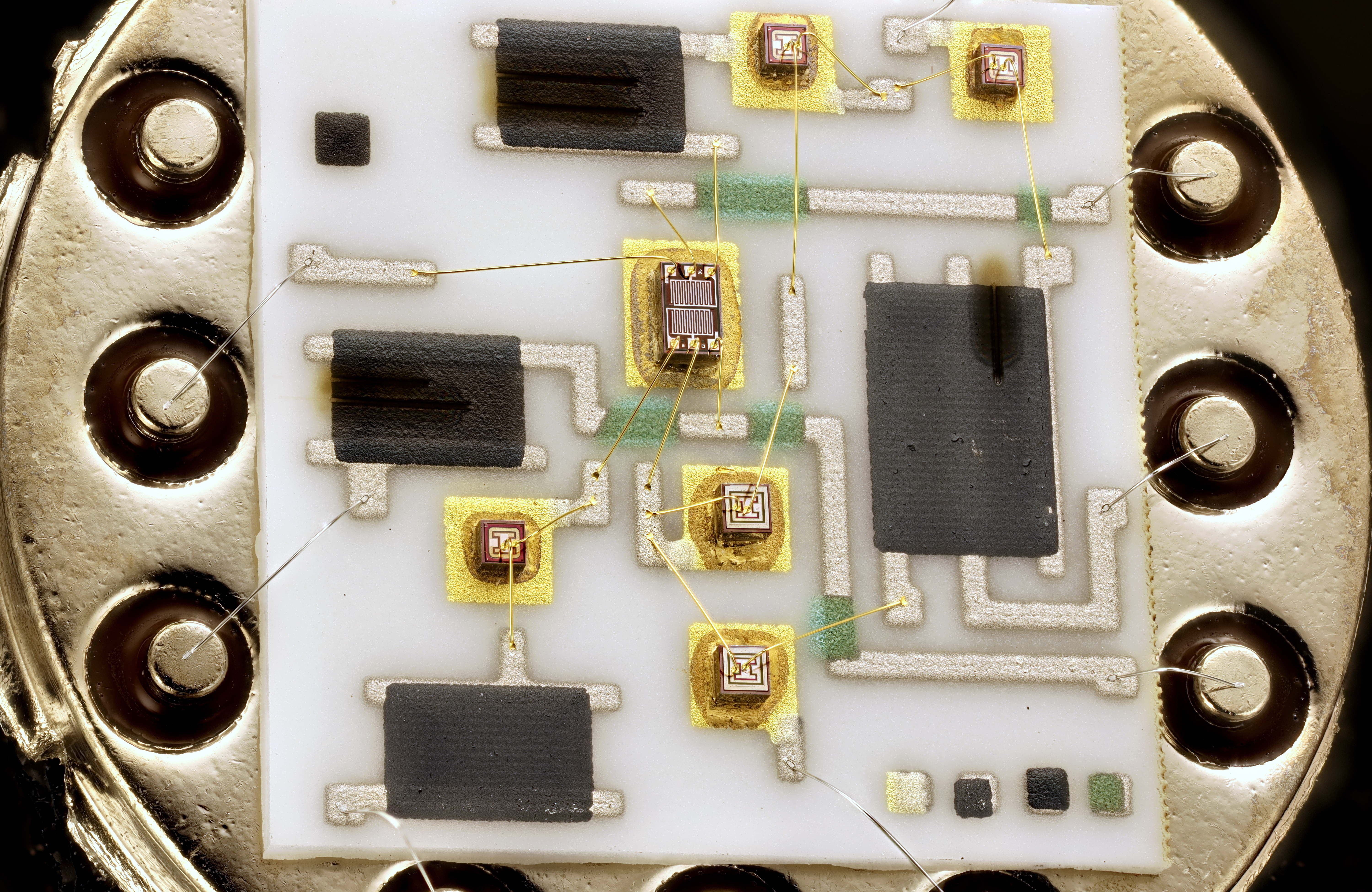
レーザートリミングチップ抵抗器を用いたセラミック基板上のハイブリッドオペアンプ

ハイブリッドICはエポキシ樹脂によって封止される。また、軍事や宇宙分野での使用では封止材をはんだ付けして封止することもある。ハイブリッドICは、モノリシックICと同じようにプリント基板上の素子として機能する。この両者の違いは構成と製造方法である。ハイブリッドICの優れた点は、モノリシックICに搭載できない、多数のコンデンサ、コイルのような巻き線部品、インダクタなどを搭載できるところである。　軍事や宇宙分野において、数多くのハイブリッドIC、トランジスタ、ダイオードをセラミック基板やベリリウム基板に配置する。金やアルミニウムの配線で、それらのIC、トランジスタ、ダイオードのパッドを基板と接合する。
厚膜技術(thick film technology)はハイブリッドICの配線媒体として使われる。スクリーン印刷による厚膜配線は、薄膜配線に比べて汎用性が高い。しかし、サイズが大きく、抵抗器の公差が大きくなる短所がある。多層厚膜は、スクリーン印刷された絶縁誘電層を用いて、層間の接続を必要な部分だけに絞ることにより、集積度をさらに上げる技術である。厚膜技術では抵抗値を自由に選択できることが、回路設計者にとっての大きな利点である。平面抵抗器も、スクリーン印刷され、厚膜配線設計の一部に組み込まれる。抵抗器の構成や寸法によって、目的の抵抗値にできる。最終的な抵抗値は、レーザートリミングによって設計値になるように調整する。ハイブリッドICに部品が完全に配置された後の最終検査前の微調整もレーザートリミングで行われる。 

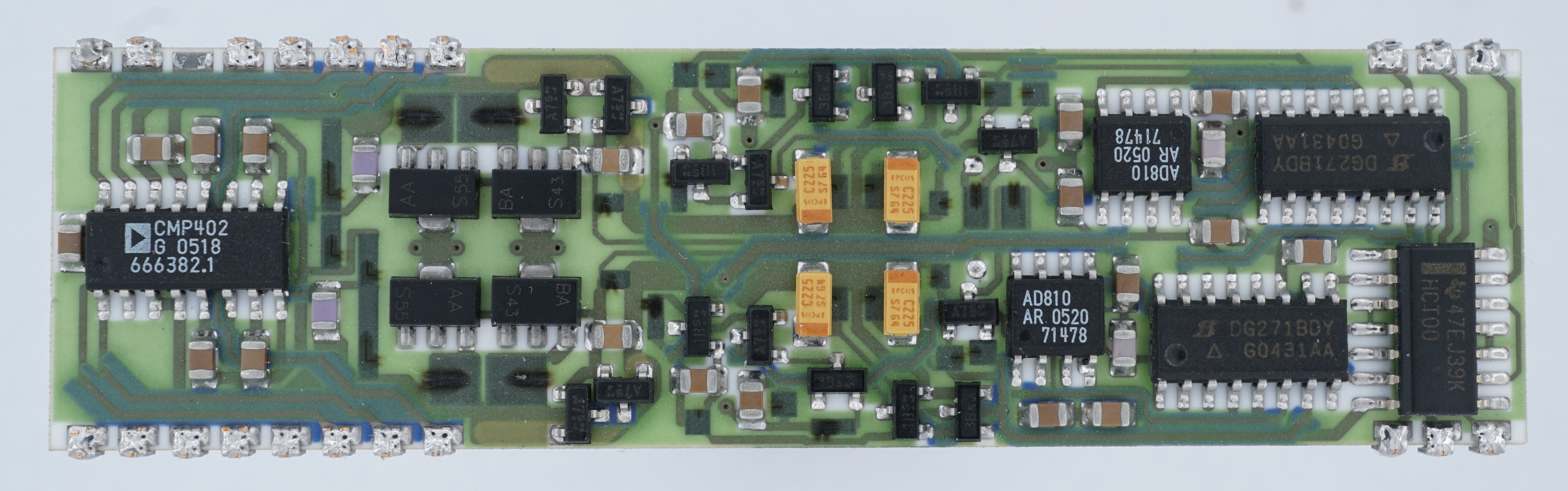
レーザートリミングチップ部品を用いたセラミック基板上のハイブリッドプリント基板

1960年代には薄膜技術も採用された。ウルトラ・エレクトロニクスはシリカガラス基板を使用して回路を製造した。その方法は次のとおりである。スパッタリングでタンタルを成膜した後、蒸着で金を成膜する。フォトレジスト塗布後、金の層をエッチングし、はんだ付け用の接続パッドを形成する。フォトレジスト塗布とエッチングのプロセスにおいて、抵抗回路網も同時に形成される。コンデンサと半導体は基板下側からの選択的加熱によって表面にはんだ付けされたリード線なし反転装置 (Leadless Inverted Devices, LID)の形式をとっていた。完成した回路はジアリルフタレート樹脂の中に密閉される。この技術により、増幅器やその他の特殊な回路のような、独自の受動回路網が作られた。ウルトラエレクトロニクスがコンコルド向けに製造したエンジンコントロールユニットには、受動回路網が使用されていたと考えられている。
最近のハイブリッドIC技術は、低温同時焼成セラミックスと基板とのハイブリッドのような、基板表面への部品の配置に加えて、多層基板中の層内への部品の埋め込みが可能である。この技術はある程度までではあるが、立体的な回路の製造が可能である。

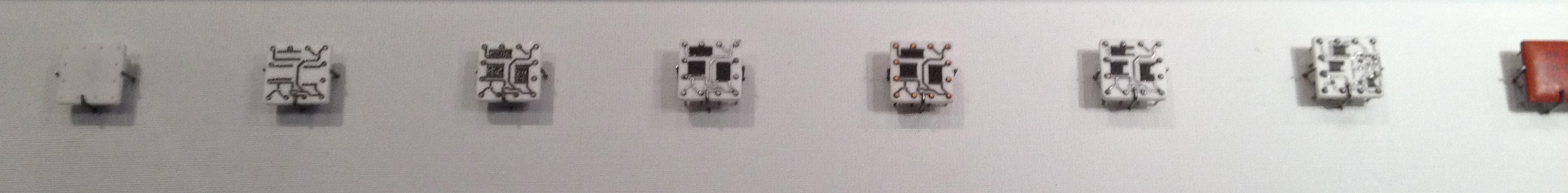
1960年代中頃の、IBM System/360などのIBM製コンピュータに使用された、ソリッド・ロジック・テクノロジによるハイブリッドウェハ製造の一連の流れを示したもの(コンピュータ歴史博物館にて展示)。この製造プロセスは次のとおりである。1/2インチのセラミック基板に、はじめに回路を配置し、続いて抵抗材を配置する。次に、配置した回路は金属化され、抵抗材は設計されたサイズにトリミングする。その次に、トランジスタとダイオードを配置、接続する。最後はパッケージ材で封止する。

## その他の電子ハイブリッド部品
初期の電話機において、変換器や抵抗器を搭載した個別のモジュールがハイブリッドやハイブリッドコイルと呼ばれた。これらはICに取って代わられた。
初期のトランジスタにおいてハイブリッド回路という単語は、トランジスタと真空管が含まれる回路のことを意味するものであった。例えば、オーディオアンプでは、かつてはパワートランジスタがなかったため、増幅器としてトランジスタと真空管のパワー出力段を組み合わせて使用された。このような用語の使用法および真空管が組み込まれた素子は前時代的である。しかし、ソリッドステートの出力段と組み合わせた真空管プリアンプは現在でも使用されており、ハイブリッドアンプと呼ばれている。